# Paphiopedilum superbiens
Espèce
Statut de conservation UICN

 EN  : En danger
Paphiopedilum superbiens est une espèce de plantes à fleurs de la famille des Orchidaceae (les orchidées) et du genre Paphiopedilum originaire de Sumatra.